# Ponte Cidade Universitária
A Ponte Cidade Universitária - Prefeito William Salem é uma ponte que cruza o Rio Pinheiros, na cidade de São Paulo, Brasil. Constitui parte do sistema viário da Marginal Pinheiros. Ela interliga a Praça Panamericana e a Avenida Professor Manuel José Chaves, no Alto de Pinheiros à Rua Alvarenga e à Cidade Universitária, da USP, no Butantã.

## História
Em 1957 a prefeitura elaborou o primeiro projeto para uma ponte no local. Devido a falta de recursos, tal projeto foi engavetado. Apenas em 1965 um novo projeto foi proposto com os seguintes dados: 478 m de comprimento, 21 m de largura, 10 mil m2 de área pavimentada e custo de 1.950.000,00 cruzeiros novos. As obras foram iniciadas em novembro daquele ano. Em 20 de maio de 1967 foi inaugurada a Ponte da Cidade Universitária.
Com a construção da Estação Cidade Universitária em 1957 e sua remodelação em 1981, a ponte passou a ser utilizada pelos estudantes como acesso para a Cidade Universitária Armando de Salles Oliveira. Na terceira remodelação da estação ferroviária em 2010, foi construído uma passarela ligando a estação diretamente à ponte. Além disso, uma nova conexão da Ciclovia Rio Pinheiros foi construída à ponte.
Por força da Lei Ordinária 16.743/17, acresceu-se à denominação da ponte o nome de William Salem, ex-prefeito da Cidade de São Paulo falecido em 2010.